# Lethocerus
Genre
Lethocerus est un genre de punaises géantes de la famille des bélostomatidés.

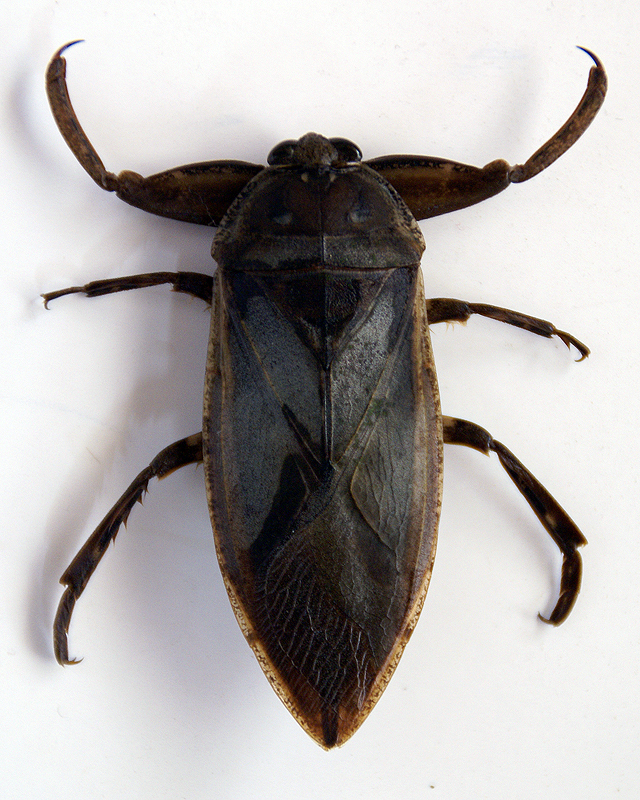
Lethocerus sp.

## Espèces de ce genre
- Lethocerus americanus
- Lethocerus angustipe
- Lethocerus annulipes
- Lethocerus bruchi
- Lethocerus camposi
- Lethocerus collosicus
- Lethocerus cordofanus
- Lethocerus delpontei
- Lethocerus dilatus
- Lethocerus distinctifemur
- Lethocerus grandis
- Lethocerus griseus
- Lethocerus indicus
- Lethocerus insulanus
- Lethocerus jimenezasuai
- Lethocerus maximus
- Lethocerus mazzai
- Lethocerus medius
- Lethocerus melloleitaoi
- Lethocerus oculatus
- Lethocerus patruelis
- Lethocerus truxali
- Lethocerus uhleri